# Viðareiði (gmina)
Viðareiði (far. Viðareiðis kommuna) – gmina na Wyspach Owczych, terytorium autonomicznym Danii na Oceanie Atlantyckim. Graniczy z Hvannasunds kommuna. Siedzibą jej władz i jedyną miejscowością jest Viðareiði.
Gmina zajmuje większość obszaru wyspy Viðoy. Jedynie południowy fragment tego terenu administracyjnie znajduje się w Hvannasunds kommuna. Powierzchnia gminy wynosi 30,0 km².
Według danych na 1 stycznia 2014 roku Viðareiðis kommuna zamieszkuje 347 ludzi.

## Historia
Gmina powstała w roku 1913 po rozpadzie istniejącej od 1908 Viðareiðis, Fugloyar og Svínoyar kommuna. Wcześniej na terenie tym istniała obejmująca cały region Norðoyar Norðoya Prestagjalds kommuna. W roku 1950 od gminy Viðareiði oddzieliła się gmina Hvannasund, do której przyłączono pięć miejscowości. Od tamtego czasu granice gminy pozostają nienaruszone.

## Populacja
Gmina jest zamieszkiwana przez 347 ludzi. Współczynnik feminizacji wynosi tam niemal 78. Społeczeństwo jest młode, około 36% stanowią ludzie, którzy nie przekroczyli 20 roku życia, podczas gdy jedynie 15,5% osoby starsze niż lat 60. Największą grupą, licząc w przedziałach dziesięcioletnich, są osoby w wieku 10-19 lat, które stanowią 20,17% populacji gminy, drugą zaś ludzie w przedziale 40-49 lat - 17,87%.
Populacja gminy liczona jest od roku 1960. Wówczas wyniosła ona 224 ludzi i malała, w 1966 roku osiągnąwszy poziom 202 osób. Następnie wystąpił wzrost liczby ludności (226 osób w 1970, 242 w 1977, 276 w 1985), by w 1990 osiągnąć poziom 307 osób. W latach 90. na Wyspach Owczych panował kryzys gospodarczy, przez który wielu ludzi emigrowało z archipelagu, jednak demografia gminy Viðareiði nie odczuła tego znacząco, gdyż jej populacja zmniejszyła się jedynie o cztery osoby w 1995 roku. Następnie zaobserwowano kolejny jej wzrost (318 osób w 2000 i 341 w 2005) do roku 2010, kiedy liczba ludności wyniosła 355 osób i zaczęła maleć.

## Polityka
Burmistrzem gminy Viðareiði jest Hans Jákup Kallsberg z Partii Unii]. Prócz niego w skład rady gminy wchodzą cztery osoby. Ostatnie wybory samorządowe na Wyspach Owczych odbyły się w 2012 roku, a ich wyniki dla Viðareiðis kommuna przedstawiały się następująco:
| Lista | Nazwa partii                    | Głosy | Procent | Mandaty | Mandaty |
| ----- | ------------------------------- | ----- | ------- | ------- | ------- |
| B     | Partia Unii (Sambandsflokkurin) | 157   | 75,48   | 4       | +3      |
| A     | Partia Ludowa (Fólkaflokkurin)  | 51    | 24,52   | 1       | -3      |
|       | Suma                            | 208   | 100     | 5       | 0       |

| Lista A        | Lista A              | Lista A        | Lista B           | Lista B                   | Lista B           |
| Fólkaflokkurin | Fólkaflokkurin       | Fólkaflokkurin | Sambandsflokkurin | Sambandsflokkurin         | Sambandsflokkurin |
| Nr             | Kandydat             | Głosy          | Nr                | Kandydat                  | Głosy             |
| -------------- | -------------------- | -------------- | ----------------- | ------------------------- | ----------------- |
| 1.             | Jóhan Heini Hejnesen | 5              | 1.                | Ísak Petersen             | 11                |
| 2.             | Hannepaula Viderø    | 5              | 2.                | Rói Absalonsen            | 25                |
| 3.             | Hallur Sumberg       | 6              | 3.                | Jógvan Heinesen           | 32                |
| 4.             | Eyðstein Sørensen    | 21             | 4.                | Hanus Páll Nolsøe Kjølbro | 13                |
| 5.             | Elisabeth Nybo       | 8              | 5.                | Hans Jákup Kallsberg      | 31                |
| 6.             | Elin Nora Reines     | 3              | 6.                | Danial Viðoy              | 19                |
| 7.             | Bjarti Matras        | 3              | 7.                | Anni Sørensen             | 15                |
|                |                      |                | 8.                | Ann Kirstin Absalonsen    | 10                |
|                | Lista                | 0              |                   | Lista                     | 1                 |

Frekwencja wyniosła 90,43% (z 230 uprawnionych zagłosowało 208 osób). Nie oddano kart wypełnionych błędnie ani pustych.

## Miejscowości wchodzące w skład gminy Viðareiði
| Miejscowość | Liczba mieszkańców (01.01.2014) | Krótki opis | Zdjęcie                    |
| ----------- | ------------------------------- | --- | -------------------------- |
| Viðareiði   | 347                             | Jedyna miejscowość w gminie i najdalej wysunięta na północ osada na Wyspach Owczych. W miejscowości istniało wiele kościołów, jeden z nich został zmyty przez sztorm w XVII wieku, razem z częścią cmentarza. Cześć trumien, które dopłynęły do Hvannasund udało się uratować i przetransportować z powrotem do Viðareiði. Obecny kościół zbudowano w 1892 roku. Znajdują się w nim srebra podarowane Farerom przez Wielką Brytanię w zamian za uratowanie załogi statku Marwood w 1847 roku. Znajduje się tam też dobrze zachowana, drewniana plebania z XIX wieku. | Viðareiði w sierpniu 2004. |